# 本多政樹

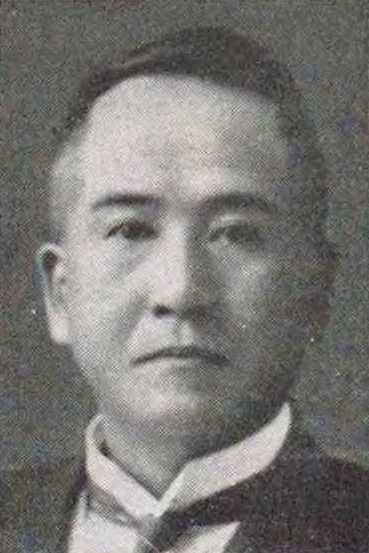
本多政樹

本多 政樹（ほんだ まさき、1885年〈明治18年〉7月30日 - 1958年〈昭和33年〉1月25日）は、大正から昭和期の実業家、政治家、華族。貴族院多額納税者議員、貴族院男爵議員。

## 経歴
加賀八家本多家第12代当主・本多政以の長男として生まれる。父の死去に伴い、1921年8月10日、男爵を襲爵した。
京都帝国大学法科大学を修了。1921年、金沢商業会議所特別議員となる。以後、金沢商業会議所顧問、日本輸出織物染色工業組合連合会理事、森田染工場代表取締役、丸文機業場代表取締役、加州銀行取締役、内国貯金銀行重役などを務めた。
1932年（昭和7年）9月29日、貴族院多額納税者議員に任じられ、1939年（昭和14年）4月28日まで1期在任。1942年（昭和17年）3月28日、貴族院男爵議員補欠選挙で当選し、公正会に所属して活動し1947年（昭和22年）5月2日の貴族院廃止まで在任した。

## 親族
- 妻：泰子（やすこ、時国甫太郎三女）[1]
- 長女：巳智子（海江田一郎夫人、離縁）[1]
- 長男：政一[1]
- 弟：長基連（貴族院男爵議員）[1]